# Красин, Виктор Александрович
Виктор Александрович Красин (4 августа 1929 года, Киев — 3 сентября 2017 года, Нагария, Израиль) — советский экономист и правозащитник, диссидент.

## Биография
В 1947 году после окончания средней школы поступил на психологическое отделение философского факультета Московского университета.

## Первый арест. Заключение
Арестован 16 января 1949 года. Обвинён в проведении «антисоветской агитации и пропаганды» и «создании антисоветской группы» (ст. 58-10 и 58-11 УК РСФСР). Постановлением ОСО при МГБ СССР от 23 июля 1949 года приговорён к 8 годам лагерей. В октябре 1954 года, после отбытия пяти с половиной лет срока, амнистирован и освобождён.

## После освобождения
После освобождения из заключения вернулся в Москву. Работал шофёром на грузовом транспорте и в такси. Продолжил учёбу на экономическом факультете Московского университета. В 1966 году окончил аспирантуру по кафедре статистики. Работал научным сотрудником в Центральном экономико-математическом институте АН СССР.

## Диссидент
В 1968 году примкнул к формирующемуся в СССР диссидентскому движению. Был участником «петиционной кампании». Подпись Красина стоит под многими документами самиздата конца 1960-х годов: «Обращение к Президиуму консультативного совещания коммунистических партий в Будапеште» от 25 февраля 1968 года; «Письмо к гражданам нашей страны» от 28 июля 1968 года (в защиту арестованного диссидента Анатолия Марченко); «Депутатам Верховного Совета Союза СССР…» от 1 декабря 1968 года; «Белая книга по делу Яхимовича» (май 1969); «Обращение в Комиссию прав человека ООН» от 20 мая 1969 года; обращение «В Комитет Прав человека Объединённых Наций от Инициативной группы» от 30 июня 1969 года; «Мы солидарны с народом Чехословакии» от 20 августа 1969 года; «Генеральному секретарю ООН» от 26 сентября 1969 года и др.
20 мая 1969 года стал одним из сооснователей Инициативной группа по защите прав человека в СССР.

## Второй арест. Ссылка
Арестован в Москве 20 декабря 1969 года. Обвинён в тунеядстве (по Указу Президиума Верховного Совета РСФСР от 4 мая 1961 года). 23 декабря 1969 года осуждён на 5 лет административной ссылки с обязательным привлечением к труду и на следующий же день этапирован в Красноярский край. В 1970—1971 году находился в селе Маковское Енисейского района Красноярского края, где работал в колхозе.

## Третий арест. Суд. Покаяние
Арестован в ссылке 12 сентября 1972 года. Этапирован в Москву, помещён в Лефортовскую тюрьму. Обвинён в «антисоветской агитации и пропаганде» (ст. 70-1 УК РСФСР), объявлен сообщником ранее арестованного Петра Якира. Сотрудничал со следствием, оговаривал себя самого и давал требуемые следователем клеветнические показания в отношении участников диссидентского движения. На судебном процессе в Москве, проходившем с 27 августа по 1 сентября 1973 года, признал себя виновным по всем пунктам предъявленного ему обвинения. Принял (вместе с Якиром) участие в пресс-конференции для иностранных журналистов, на которой клеветал на бывших соратников и отрицал практику репрессий по отношению к диссидентам в СССР. Приговорён 1 сентября 1973 года к 3 годам лагерей строгого режима и 3 годам послелагерной ссылки; в том же месяце Указом Президиума Верховного Совета СССР срок заключения сокращён до фактически отбытого во время следствия.

## Эмиграция
Эмигрировал из СССР в США с женой в 1975 году. Перед отъездом получил 3 тысячи долларов от первого заместителя председателя КГБ СССР Филиппа Бобкова. В дальнейшем вернул деньги, так как не захотел быть агентом КГБ. Деньги, по словам Бобкова, были возвращены в казну. В эмиграции выпустил за свой счёт книгу под названием «Суд», в которой пытался оправдать своё поведение на следствии и на суде в 1972—1973 годах. Сотрудничал (под псевдонимом Виктор Щукин) с радиостанцией «Свобода» с 1983 по 1991.
Гражданин США (1981).

## Последние годы
После распада СССР с 1991 по 2003 годы жил в России, затем уехал в США.
В 2010 году снова вернулся в Россию, а затем снова вернулся в США.
В 2012 году опубликовал в Лондоне книгу мемуаров под названием «Поединок. Записки антикоммуниста».
В 2015 переехал в Израиль.

## Семейная жизнь
Виктор Красин был женат дважды.
- Первая жена — Анна, от которой он имел троих детей.
- Вторая жена — Надежда Емелькина (1946—2010), участница советского диссидентского движения, арестовывалась в 1971 году на непродолжительное время.